# My Little Pony: Equestria Girls
My Little Pony: Equestria Girls – amerykańsko-kanadyjski film animowany z 2013 roku oparty na scenariuszu Meghan McCarthy i reżyserii Jaysona Thiessena. Wyprodukowany przez Hasbro Studios i DHX Media/Vancouver. Film bazuje na serialu animowanym My Little Pony: Przyjaźń to magia.
Premiera filmu miała miejsce 16 czerwca 2013 roku w Stanach Zjednoczonych i w Kanadzie. W Polsce premiera filmu odbyła się 14 września 2013 roku na antenie Teletoon+.

## Fabuła
Twilight Sparkle przyjeżdża razem z przyjaciółkami do Krzyształowego Królestwa na zjazd księżniczek. W nocy pojawia się tajemniczy kucyk, który kradnie koronę (która jest także najważniejszym elementem Harmonii, który pomaga chronić Equestrię) z pokoju Twilight. Wszyscy ruszają w pogoń za złodziejem, ale przechodzi przez magiczne lustro. Okazuje się, że to Sunset Shimmer, dawna uczennica księżniczki Celestii. Twilight postanawia natychmiast wyruszyć do innego świata, aby odzyskać koronę, ale ma na to 3 dni, bo potem portal się zamknie. Spike wyrusza z nią.
Po przejściu okazuje się, że trafiła do świata ludzi, a sama stała się nastolatką bez skrzydeł i magii. Spike zmienił się w psa. Zszokowana dziewczyna wchodzi do Liceum Canterlot i próbuje ustać na swoich nowych nogach. Podczas przerwy zauważa kłótnię na korytarzu. To była dziewczyna podobna do Fluttershy, chowająca się przed... Sunset Shimmer. Okazuje się, że odniosła koronę do dyrektor Celestii, bo myślała, że to korona na szkolny jesienny bal. Twilight spotyka też inne dziewczyny podobne do swoich przyjaciółek-kucyków, m.in. Rainbow Dash, Applejack, Pinkie Pie i Rarity. Okazuje się, że dziewczyny są na wojennej ścieżce. Twilight musi odbudować między nimi relacje i pokonać Sunset Shimmer w pojedynku na księżniczkę balu, żeby odzyskać koronę.
Uwaga!
Ten film można traktować jako „dłuższy odcinek” występujący w przerwie między 3 a 4 sezonem My Little Pony: Przyjaźń to magia.

## Obsada
- Tara Strong – Twilight Sparkle
- Ashleigh Ball –
  - Applejack,
  - Rainbow Dash
- Andrea Libman –
  - Pinkie Pie,
  - Fluttershy
- Tabitha St. Germain –
  - Rarity,
  - Wicedyrektor/Księżniczka Luna,
  - pani Cake
- Cathy Weseluck – Spike
- Rebecca Shoichet – Sunset Shimmer
- Lee Tockar – Snips
- Richard Ian Cox – Snails
- Nicole Oliver –
  - Dyrektor/Księżniczka Celestia,
  - pani Cheerilee
- Vincent Tong – Flash Sentry
- Britt McKillip – Księżniczka Cadance
- Peter New – Big McIntosh
- Michelle Creber – Apple Bloom
- Madeleine Peters – Scootaloo
- Claire Corlett – Sweetie Belle
- Kathleen Barr – Trixie

## Wersja polska
Wersja polska: SDI Media Polska

Reżyseria: Joanna Węgrzynowska-Cybińska

Dialogi: Ewa Mart

Teksty piosenek: Agnieszka Zwolińska

Kierownictwo muzyczne: Agnieszka Tomicka

Realizacja dźwięku: Ilona-Czech Kłoczewska, Krzysztof Włodarski, Zbigniew Wróblewski, Adam Łonicki, Elżbieta Pruśniewska, Ewa Łebek

Montaż: Mariusz Zajkowski

Mix: Marek Ołdak

Koordynacja produkcji: Ewa Krawczyk

Wystąpili:
- Magdalena Krylik – Twilight Sparkle
- Dominika Kluźniak – Spike
- Paulina Raczyło – Sunset Shimmer
- Małgorzata Szymańska – Fluttershy
- Monika Kwiatkowska – Rarity
- Agnieszka Mrozińska-Jaszczuk – Rainbow Dash
- Joanna Pach-Żbikowska –
  - Apple Bloom,
  - Uczennice
- Monika Pikuła – Applejack
- Katarzyna Łaska –
  - Księżniczka Cadance,
  - Cheerilee,
  - różne role
- Brygida Turowska –
  - Księżniczka Luna/Wicedyrektor Luna,
  - Uczennica (Cloudkicker)
- Julia Kołakowska-Bytner – Pinkie Pie
- Elżbieta Jędrzejewska-Futera – Księżniczka Celestia/Dyrektor Celestia
- Karol Jankiewicz – Flash Sentry

oraz:
- Łukasz Lewandowski – Snips
- Grzegorz Kwiecień –
  - Snails,
  - Big McIntosh,
  - Uczniowie,
  - różne role
- Joanna Węgrzynowska-Cybińska –
  - Sweetie Belle,
  - Pani Cake,
  - Uczennice
- Agnieszka Fajlhauer – Trixie

Piosenki śpiewały: Katarzyna Łaska, Anna Sztejner, Anna Sochacka, Magdalena Krylik, Małgorzata Szymańska, Julia Kołakowska-Bytner, Agnieszka Mrozińska-Jaszczuk, Monika Pikuła, Monika Kwiatkowska, Agnieszka Tomicka, Katarzyna Owczarz
Lektor: Magdalena Krylik